# Лау, Исраэль Меир

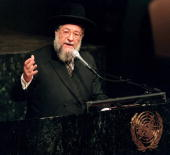
Рав Исраэль Меир Лау на выступлении в ООН

Раввин Исраэль Меир Ла́у (ивр. ישראל מאיר לאו‎;
1 июня 1937, Пётркув-Трыбунальский, Польша) — главный раввин Тель-Авива, в 1993—2003 годах — главный ашкеназский раввин Израиля.

## Биография

### Происхождение
Рав Лау происходит из известной раввинской династии, продолжающейся уже 36 поколений. Исраэль Меир назван в честь Хафец Хаима и является третьим сыном Моше Хаима Лау и его второй жены Хаи. Кроме рава Исраэля, у его родителей ранее родились: Нафтали, который был вместе с Исраэлем в Бухенвальде, а также Шмуэль, погибший вместе с матерью в Равенсбрюке. От первого брака его отца с дочерью Вижницкого ребе родился сын Йехошуа (Шико) Лау Хагер. Рав Мойше Хаим перед Второй мировой войной был раввином Пётркува, а дед по матери раввином Вадовице. Двоюродный брат отца, рав Меир Шапира — основатель системы «Даф Йоми» и люблинской иешивы.

### Детство
В 1939 году, после вторжения Германии в Польшу, семья Исраэля попала в гетто. 22 октября 1942 года его отец вместе с большинством евреев города погиб в лагере смерти Треблинка. Матери Исраэля, Хае, и двум его братьям удавалось оставаться в гетто до 1943 года. В ноябре 1943 года гетто было ликвидировано. Мать погибла в концентрационном лагере Равенсбрюк, а Исраэль вместе со своим старшим братом Нафтали попали в рабочий лагерь в Ченстохове. В 1944 году братьев Лау депортировали в концентрационный лагерь Бухенвальд. Лау приняли за поляка и перевели из еврейской части лагеря в отделение, где находились советские военнопленные. В апреле 1945 года Бухенвальд был освобождён американской армией. Исраэль был самым молодым из заключённых концлагеря (8 лет).
Выжить в концлагере ему помог русский подросток Фёдор Михайличенко. Всю жизнь Исраэль Лау и Фёдор Михайличенко пытались найти друг друга.

### Юность
В июле 1945 года Исраэль вместе с братом Нафтали прибыл в Эрец-Исраэль и воспитывался у дяди, первого главного раввина города Кирьят-Моцкин. В 1950 году окончил школу, совмещавшую светское и религиозное образование.
По окончании школы продолжил обучение в йешивах: в 1950—1956 годах — в иешиве «Коль Тора» в Иерусалиме, в 1954 — «Ха-Кнессет Хизкияху» в Зихрон-Яаков, в 1956—1959 в Поневежской иешиве в Бней-Браке у р. Элиэзера Шаха. В 1960 году Лау получил смиху (степень раввина).
В возрасте 24 лет женился на дочери главного раввина города Тель-Авива рава Ицхака Иедидьи Френкеля. Преподавал Танах в тель-авивской школе Цейтлин, параллельно исполняя обязанности раввина небольшой общины в южном Тель-Авиве.

### Карьера
В 1960—1965 годах был раввином в синагоге «Ор ха-Тора», в 1965—1979 годах — в синагоге «Тиферет Цви» (обе — в Тель-Авиве). В 1971—1979 годах был раввином северного Тель-Авива. В 1979-86 годах был главным раввином Натании. В 1983—1988 годах р. Лау был членом израильского Главного раввината. В 1986—1993 годах занимал пост главного раввина Тель-Авив — Яффо (сменив на этом посту своего тестя, после его смерти) и был главой городского раввинского суда.
В 1993—2003 годах р. Лау был Главным ашкеназским раввином Израиля. С 1993 года занимал также пост председателя Верховного раввинского суда.
В 2005 году вернулся на должность главного раввина города Тель-Авив.

## Общественная деятельность
Рав Лау был членом Общественного совета солидарности с евреями Советского Союза. Помогал узникам Сиона, религиозным евреям Советского Союза, принимал активное участие в приобщении к основам иудаизма репатриантов из Советского Союза.
Много внимания р. Лау уделял воспитанию еврейской молодежи, в том числе и светской, он основал в Тель-Авиве Общественный совет по проблемам молодежи, боролся с ростом преступности среди молодежи, с распространением наркомании.
В течение своей карьеры рав Лау всегда пытался наладить хорошие отношения с представителями всех направлений иудаизма, а также других религий. Благодаря его стараниям значительно улучшились отношения между иудаизмом и христианством, в частности с Католической церковью. Рав Лау неоднократно встречался с папой Иоанном Павлом II, с которым его связывали дружеские отношения, с представителями духовенства различных религий, участвовал в межконфессиональных конференциях.
Лау много делал для улучшения отношений различных стран с Израилем, положения еврейских общин в этих странах, встречался с главами государств. Рав Лау нанёс визит даже в закрытую Кубу, где встретился с Фиделем Кастро и смог улучшить положение кубинских евреев, община которых находится на грани вымирания.
В качестве главного ашкеназского раввина он неоднократно призывал правительство Израиля и Еврейское агентство приложить усилия для сохранения еврейской духовности в диаспоре, особенно среди молодежи. Лау стремился преодолеть отчуждение между светскими и религиозными евреями, между течениями в ортодоксальном иудаизме, между сторонниками национально-религиозного лагеря и ультраортодоксами. По этой причине, однако, рав так и не стал признанным галахическим авторитетом какой-либо определённой общины или группы последователей.
В 2005 году раву Лау была присуждена Государственная премия Израиля за государственную и общественную деятельность.

## Творчество
В 1978 году рав Лау опубликовал книгу יהדות הלכה למעשה‎ («Практика иудаизма»), которая неоднократно переиздавалась, была переведена на шесть языков, в том числе и на русский.
Лау занимался галахическими, моральными и религиозно-этическими проблемами современной медицины, в том числе искусственного оплодотворения, чему посвящена значительная часть его трудов в сборнике респонсов и статей на религиозные темы יחל ישראל‎ («Упование Израиля», в 2-х томах, 1993); в 2003 году вышел в свет третий том, основанный на прочитанных им в разных странах лекциях и на галахических постановлениях, принятых при его участии.
В 2005 году р. Лау опубликовал воспоминания אל תשלח ידך אל הנער‎ («Не поднимай руки на отрока»), где подробно рассказал о годах детства в гетто и концлагере. Книга сразу после выхода в свет стала бестселлером.
В 2008 году вышла книга הנחת יסוד: 100 מושגים ביהדות‎ (букв. «Заложение основ: 100 понятий иудаизма»), в которой объясняются основные понятия иудаизма.

## Семья
У Исраэля Меира Лау и его супруги Хаи Иты (дочь главного раввина Тель-Авива рава Ицхака Йедидьи Френкеля, родилась в 1939 году) восемь детей, один из которых (родившийся в 1966 году Давид Барух Лау), был избран в июле 2013 года верховным ашкеназским раввином Израиля, как и его отец за двадцать лет до этого.